# Carmustină
Carmustina este un medicament chimioterapic din clasa agenților alchilanți, fiind un derivat de nitrozouree utilizat în tratamentul unor tumori cerebrale, al mielomului multiplu și al limfoamelor. Calea de administrare disponibilă este cea intravenoasă.